# Хантингтон (Арканзас)
Хантингтон (англ. Huntington, Arkansas) — город, расположенный в округе Себасчан (штат Арканзас, США) с населением в 688 человек по статистическим данным переписи 2000 года.
В Хантингтоне родился питчер Джейк Фриз.

## География
По данным Бюро переписи населения США город Хантингтон имеет общую площадь в 1,81 квадратных километров, водных ресурсов в черте населённого пункта не имеется.
Город Хантингтон расположен на высоте 194 метра над уровнем моря.

## Демография
По данным переписи населения 2000 года в Хантингтоне проживало 688 человек, 184 семьи, насчитывалось 262 домашних хозяйств и 298 жилых домов. Средняя плотность населения составляла около 382,2 человек на один квадратный километр. Расовый состав Хантингтона по данным переписи распределился следующим образом: 93,6 % белых, 0,15 % — чёрных или афроамериканцев, 0,44 % — коренных американцев, 3,92 % — представителей смешанных рас, 1,89 % — других народностей. Испаноговорящие составили 4,36 % от всех жителей города.
Из 262 домашних хозяйств в 37,4 % — воспитывали детей в возрасте до 18 лет, 58,8 % представляли собой совместно проживающие супружеские пары, в 8 % семей женщины проживали без мужей, 29,4 % не имели семей. 26,3 % от общего числа семей на момент переписи жили самостоятельно, при этом 13,0 % составили одинокие пожилые люди в возрасте 65 лет и старше. Средний размер домашнего хозяйства составил 2,63 человек, а средний размер семьи — 3,19 человек.
Население города по возрастному диапазону по данным переписи 2000 года распределилось следующим образом: 28,3 % — жители младше 18 лет, 7,7 % — между 18 и 24 годами, 28,9 % — от 25 до 44 лет, 22,7 % — от 45 до 64 лет и 12,4 % — в возрасте 65 лет и старше. Средний возраст жителей составил 35 лет. На каждые 100 женщин в Хантингтоне приходилось 96,6 мужчин, при этом на каждые сто женщин 18 лет и старше приходилось 94,9 мужчин также старше 18 лет.
Средний доход на одно домашнее хозяйство в городе составил 30 703 доллара США, а средний доход на одну семью — 36 250 долларов. При этом мужчины имели средний доход в 27 277 долларов США в год против 15 781 доллар среднегодового дохода у женщин. Доход на душу населения в городе составил 12 614 долларов в год. 13,5 % от всего числа семей в округе и 15,1 % от всей численности населения находилось на момент переписи населения за чертой бедности, при этом 12,1 % из них были моложе 18 лет и 20,7 % — в возрасте 65 лет и старше.